# Cali (cantant)
Bruno Caliciuri (1968), de pseudònim Cali, és un autor, compositor i intèrpret francès de música pop.

## Biografia
Cali, el veritable nom del qual és Bruno Caliciuri va nàixer el 28 de juny de 1968 a Vernet prop de Perpinyà (Rosselló). Els seus orígens són italians. El seu avi, que va formar part de les Brigades Internacionals va venir per combatre Franco i es va casar a Barcelona on va nàixer el pare de Cali.
Fan del rock anglosaxó (Simple Minds, The Waterboys, The Clash), ha dedicat disset anys de la seua vida al rugbi i va arribar a ser seleccionat a escala regional. Va decidir, però, de dedicar-se completament a la música arran d'un concert memorable de U2 al Palais des Sports de Tolosa de Llenguadoc el 1984.
Als disset anys, va fugir alguns mesos a Irlanda i hi va descobrir la música punk, que va adoptar amb el seu primer grup Pénétration anale (!). Dels 25 als 28 anys, va formar part dels grups Indy (dos àlbums autoproduïts) i Tom Skarlett. Des de 1997 a 2001, canta, compon, interpreta i escriu tots els seus textos. Va ser llavors que va llançar un altre CD autoproduït.
De 1997 a 2001 va crear em grup Tom Scarlett. Comença llavors a fer de teloner d'artistes com Brigitte Fontaine o Bénabar. Toca sovint a El Mediator, un local de rock de Perpinyà.
Va fer centenars de concerts, entre els quals le Chantier des Francofolies, el 2001. El productor Didier Varrod fa sentir aleshores una de les seues cançons, «Tout va bien» (‘Tot va bé’).
El juliol de 2002, després d'un concert al Festival de les Francofolies, crida l'atenció de la seua actual casa de discos, que el contracta. Ix llavors, a la fi d'agost de 2003 l'àlbum L'amour parfait (L'amor perfecte).
L'octubre de 2005 ix un altre àlbum Menteur (Mentider), un disc amb sonoritats més acostades al rock i amb uns arranjaments menys improvisats. L'anunci per a la televisió en va ser censurat perquè s'hi reia del govern francès! Ha estat enregistrat en part a Irlanda pel productor Daniel Presley. Hi apareixen més persones properes a Cali, Daniel Darc i sobretot Steve Wickham dels Waterboys, grup irlandés del qual Cali és fan. Aquest disc marca, a més, l'entrada de Cali en el nucli dels millors artistes francesos amb cançons com Je ne vivrais pas sans toi (‘No viuria sense tu’). El nombre dels seus fans no deixa de créixer, ja siguen atrets pel seu costat més proper a la chanson française de l'àlbum o pels concerts més propers al rock fins i tot punks d'un Cali que es dona del tot al seu públic.
El 2006, la cantant Jane Birkin (1946-2023) va incloure una cançó de Cali, «Sans toi», en el seu disc Fictions. Aquesta peça forma part del seu repertori en la gira mundial del 2008.
El 2018, després d'uns anys de poca activitat, va rellançar la seva carrera amb una gira inspirat en les cançons de Léo Ferré (1916-1993). Va ser un dels 200 prominents que van signar una tribuna al diari Le Monde «Le plus grand défi de l'histoire de l'humanité» (El repte més gros de la història de la humanitat).

## Reconeixement
- 2003 Victoires de la musique dins de la categoria de Revelació musical i el 2004, en tres categories: Grup o artista intèrpret masculí de l'any, Cançó original de l'any amb «Pensons à l'avenir» (Pensem al futur) i Espectacle musical/gira/concert pel seu concert a la sala Bataclan.

- 2004: premi Vincent Scotto lliurat per la Société des auteurs, compositeurs et éditeurs de musique (SACEM) per la cançó C'est quand le bonheur[5]
- 2004: premi Prix Constantin 2004 par a nous talents de la cançó francesa.[6]

- 2005 disc d'or per a L'amour parfait (2003) amb 550.000 còpies venudes.[1]

- 2007, va rebre de mans del ministre de l'Interior danès una medalla de gran xator.

- 2012: Ciutadà d'honor de Vernet[2]

## Discografia
- 2003: L'amour parfait
- 2004: Plein de vie: DVD enregistrat el 26 de maig de 2004 a la sala Bataclan
- 2005: Menteur
- 2007: L'espoir[7]
- 2010: La vie est une truite arc-en-ciel qui nage dans mon cœur (‘La vida és una truita arc de Sant Martí que neda al meu cor’)[8]
- 2012 Vernet-les-Bains[1]

## Els músics
- Hugues Baretge (guitarra)
- Julien Lebart (piano)
- Aude Massat (alt (violí))
- Patrick Félicés (baix, contrabaix)
- Benjamin Vairon (bateria)